# Azpeitia
Azpeitia là một đô thị trong tỉnh Guipúzcoa thuộc cộng đồng tự trị Xứ Basque, Tây Ban Nha. Dân số là 13.708 (2001) người.